# Porfir (kőzet)

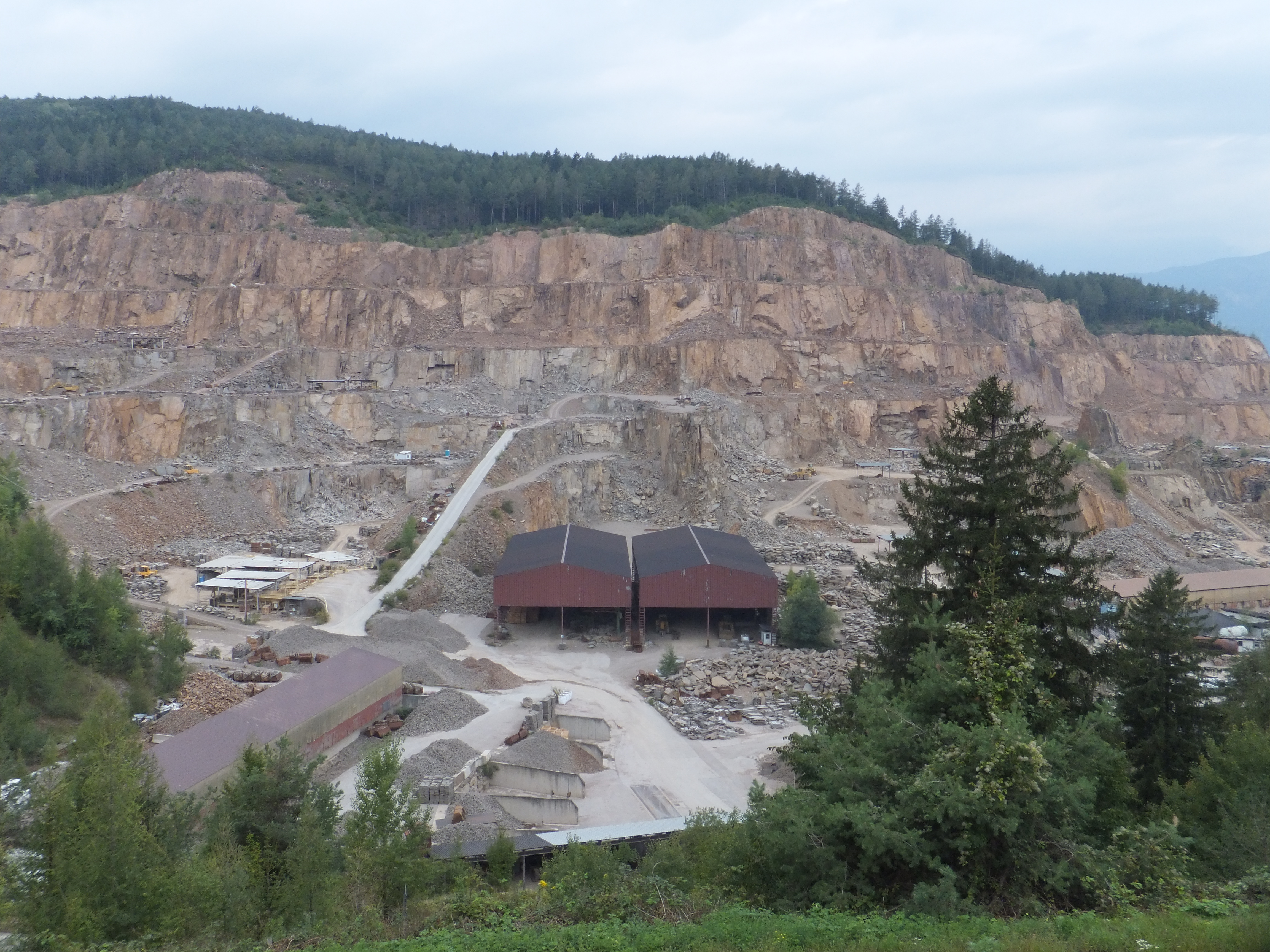
Felszíni porfirbánya Olaszországban

A porfir a magmás kőzetek rendszerének kőzetszövet szerinti csoportja. Olyan alapanyagos (félig kristályos) kőzetszövetű szubvulkáni (kismélységi magmás) és kiömlési magmás kőzeteket nevezünk porfirnak, amik a felszín alatti 5 km-es mélységnél kisebb mélységben alakultak ki, vagy még magmaként a felszínre jutottak. A kismélységi és felszíni gyors lehűlésből következően kristályosodásuk gyors, ezért a kristályok nem alakulnak ki, hanem amorf, úgynevezett üveges vagy hialinos kőzetszövet alakul ki. Ez az mátrix úgynevezett fenokristályokat vesz körbe. A fenokristályok még a magma első kihűlési fázisában, a földfelszín alatt alakulnak ki, és mintegy úsznak az üveges alapanyagban.
Minden típusú magmából keletkezhet. A kőzetösszetevők alapján a szubvulkáni változatait a nagymélységi magmás (plutonikus vagy abisszikus) kőzetek neveivel különítjük el, a gránitporfirtól az ijolitporfirig, kiömlési változataik nem kapnak külön -porfir nevet.
|                      | Túltelített (>65%)                  | Telített (65-48%)                               | Telítetlen (54%>)                                                                  |
| -------------------- | ----------------------------------- | ----------------------------------------------- | ---------------------------------------------------------------------------------- |
| nagymélységi         | gránit → granodiorit                | szienit → diorit → gabbró                       | peridotit, wehrlit, piroxenit → nefelin, szienit, essexit → ijolit                 |
| porfiros kismélységi | gránitporfir → granodiorit porfirit | szienitporfir → dioritporfirit → gabbróporfirit | érctelérek → nefelin-szienitporfir → ijolitporfir                                  |
| szemcsés kismélységi | pegmatitok, aplitok, lamprofirek    | pegmatitok, aplitok, lamprofirek                | pegmatitok, aplitok, lamprofirek                                                   |
| paleovulkanitok      | kvarcporfir → kvarcporfirit         | porfir → porfirit → diabáz                      | pikrit → fonolit, nefelinbazalt, leucitbazalt, trachitbazalt → nefelinit, leucitit |
| neovulkanitok        | riolit → dácit                      | trachit → andezit → földpátbazalt               | nefelinbazalt, leucitbazalt, trachitbazalt → nefelinit, leucitit                   |

A kőzetszövet jellemzőiről kapta a nevét egy bizonyos ércesedési folyamat, a réskitöltő, teléres, telepteléres kifejlődésű ércásványok megjelenése. Szkarnos réz- és cinkásványok jellemzőek, mint a kalkopirit, szfalerit, valamint molibdenit, kassziterit.

## További információ
- Magmás kőzetek
- Lővei Pál: Porfír, kő, márvány. Kőanyagok, kőfaragók, kőberakások a középkori Magyarországon, 1-2.; ELKH BTK TTI, Budapest, 2021 (Magyar történelmi emlékek. Értekezések)